# Logisticus iners
Logisticus iners är en skalbaggsart som beskrevs av Leon Fairmaire 1903. Logisticus iners ingår i släktet Logisticus och familjen långhorningar.
Artens utbredningsområde är Madagaskar. Inga underarter finns listade i Catalogue of Life.